# Pouzols-Minervois
Pouzols-Minervois település Franciaországban, Aude megyében. Lakosainak száma 597 fő (2022. január 1.). Pouzols-Minervois Mailhac, Paraza, Sainte-Valière, Olonzac és Oupia községekkel határos.

## Népesség
A település népességének változása:
| Lakosok száma | 380  | 367  | 338  | 357  | 505  | 518  | 547  | 565  | 576  | 597  |
|               | 1968 | 1982 | 1990 | 2006 | 2013 | 2015 | 2017 | 2019 | 2020 | 2022 |